# Burg Niederalfingen
Die Burg Niederalfingen, auch Marienburg oder Fuggerschloss genannt, ist eine Spornburg auf dem Bergsporn zwischen den Tälern des Kochers und des ihm zulaufenden Schlierbachs beim Ortsteil Niederalfingen der Gemeinde Hüttlingen im Ostalbkreis in Baden-Württemberg.

## Geschichte
Um 1050 wird die Burg als staufische Anlage zur Sicherung wichtiger Handelswege erbaut, wechselte nach 1300 in den Besitz der Ritter von Seckendorf, 1368 in den Besitz von Graf Eberhard dem Greiner von Württemberg, 1415 in den Besitz der Edlen von Hürnheim und 1551 geht die inzwischen mächtige Burganlage an die Augsburger Fugger, von denen 1575 bis 1577 die Burg um- und ausgebaut wird.
Im Jahr 1838 kam dann die Burg in den Besitz des damaligen Königreiches Württemberg und wird seit 1966 als Bildungs- und Freizeitstätte genutzt. 1993–2000 fanden umfangreiche Sanierungsarbeiten statt.

### Heutige Nutzung

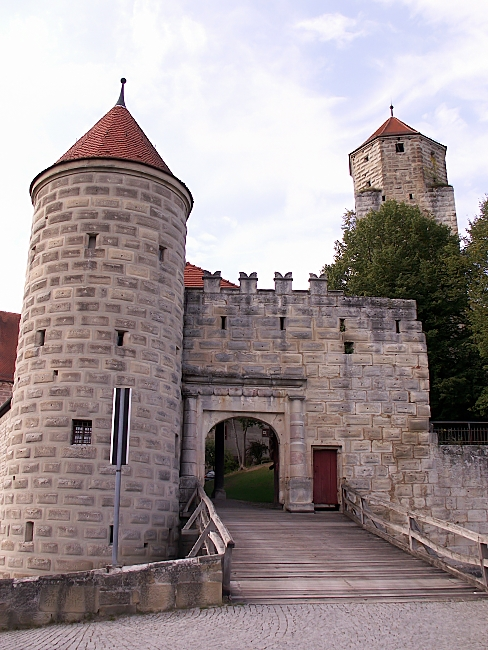
Eingang der Marienburg

Die Burg wurde bis 2020 als Jugendbildungsstätte, Freizeitstätte und Schullandheim genutzt. Das unterhalb der Burgmauer gelegene Vogteigebäude beherbergt das Heimatmuseum der Gemeinde Hüttlingen.

## Anlage
Die Burganlage, die sich aus einer Zwingerburg mit Zugangstor entwickelte, hat eine Kernburg mit ineinanderlaufenden Flügeln, Vorburg und beachtlichen Ringmauern. Sie imponiert weithin sichtbar durch ihren 30 Meter hohen Bergfried, den Kupferturm, mit einer Grundfläche von 9,8 × 9,8 Metern mit einer Mauerstärke von 3,2 Metern, der unten vier- und oben achteckig gestaltet ist, versehen mit Geschützluken. Die Burgkapelle war St. Maria, St. Barbara und St. Katharina geweiht. 

Wappen der ehemaligen Eigentümer
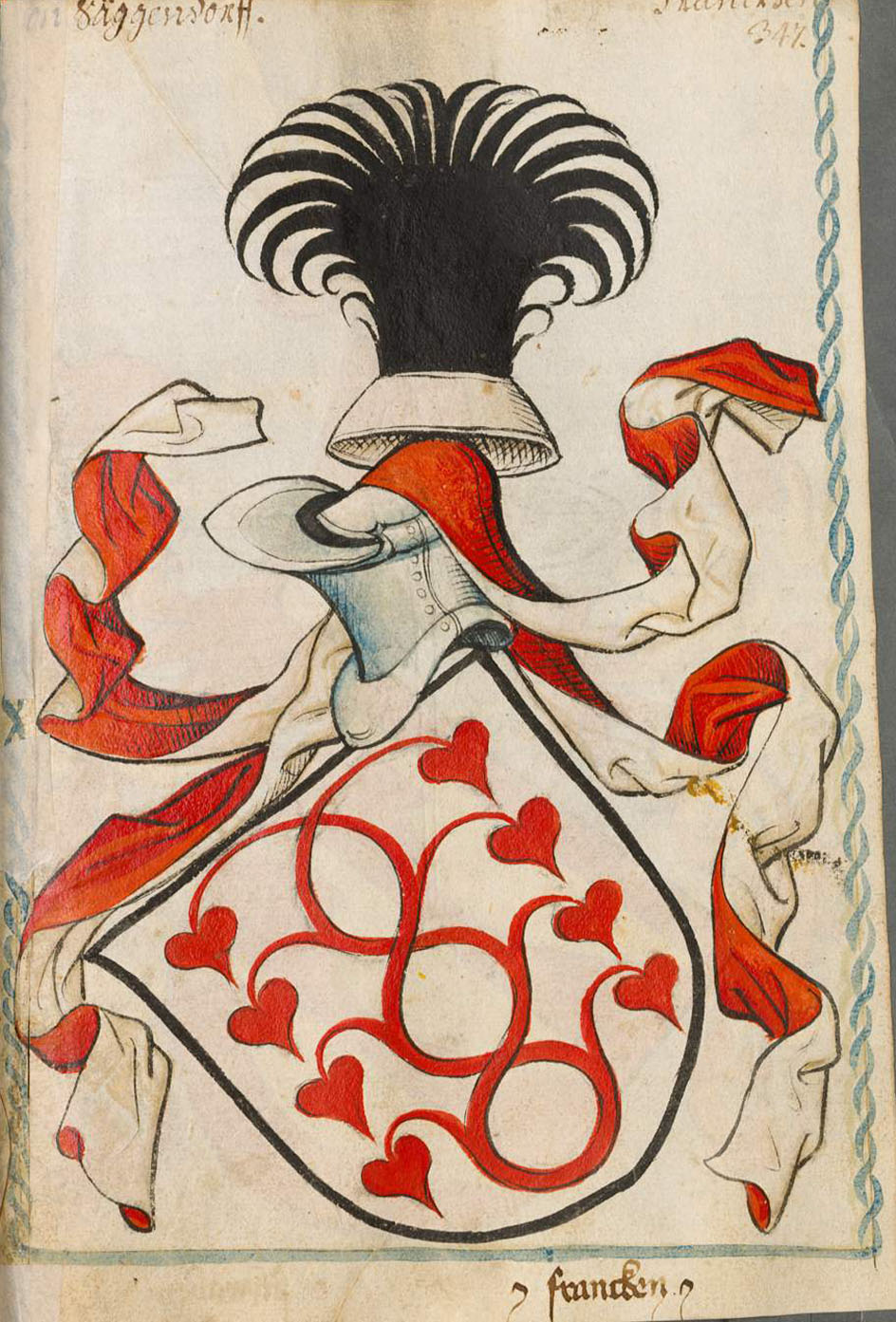
von Seckendorf
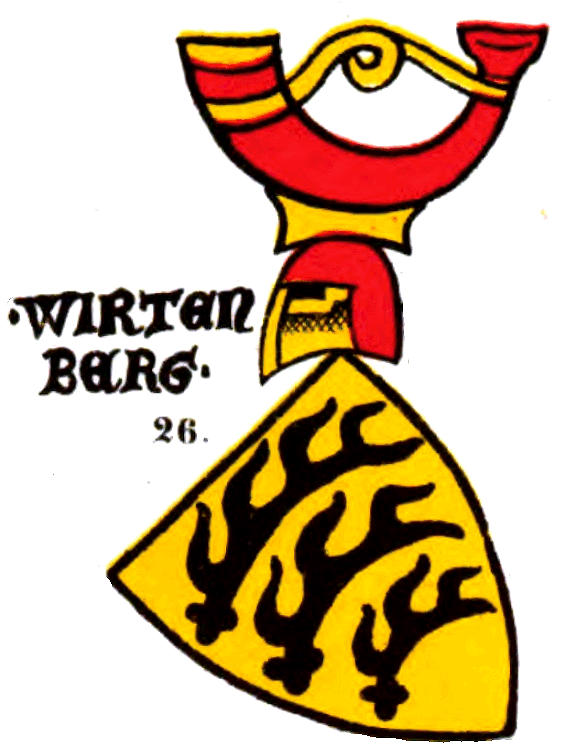
Grafen von Württemberg
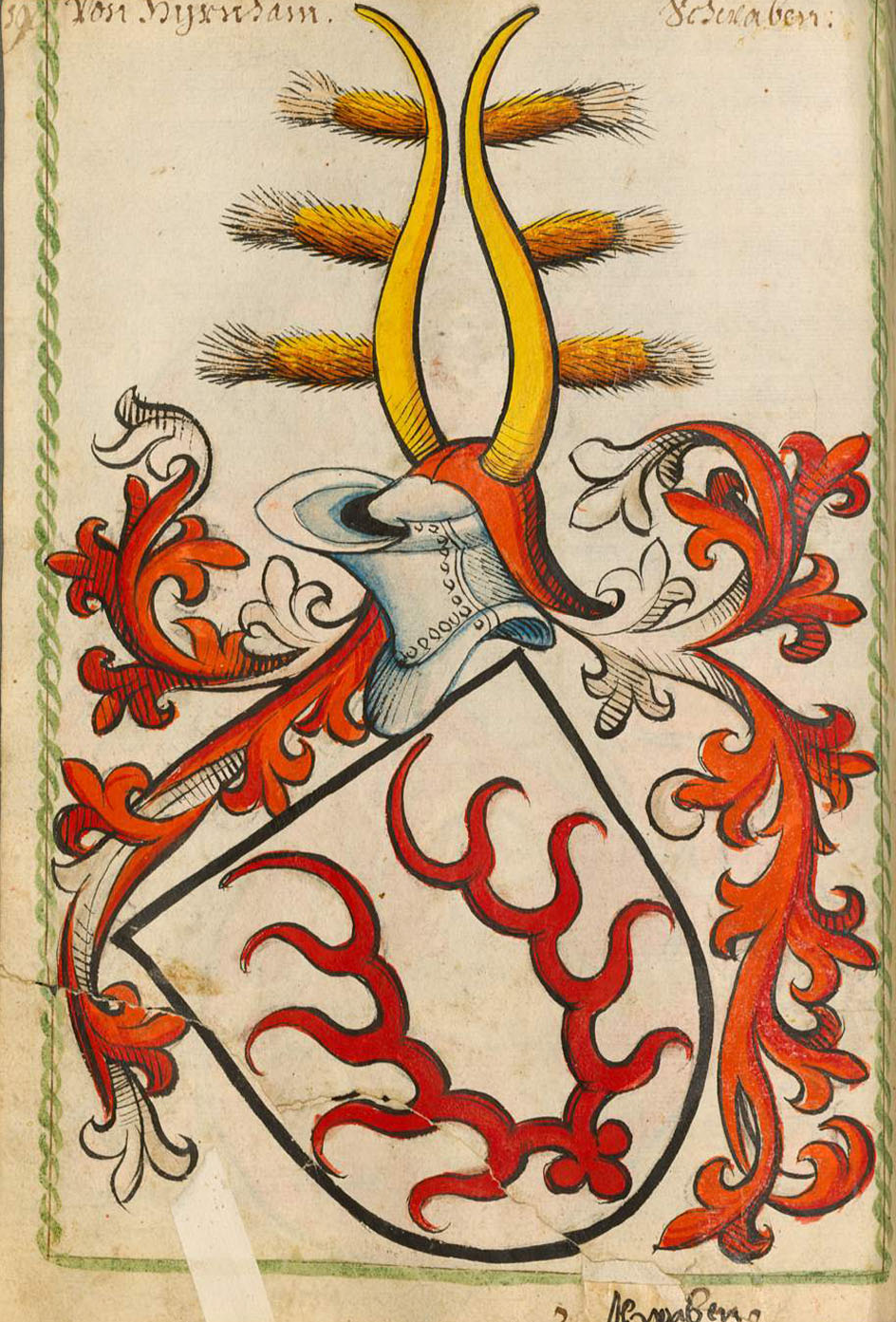
von Hürnheim
Fugger